# سفید بزرگ (فیلم ۲۰۲۱)
سفید بزرگ (به انگلیسی: Great White) یک فیلم بقا و ترسناک استرالیایی محصول سال ۲۰۲۱ به کارگردانی مارتین ویلسون، نویسندگی مایکل بوگن و تهیه کنندگی نیل کینگستون و مایکل رابرتسون است. در این فیلم کاترینا بودن، آرون یاکوبنکو، تیم کانو، ته کوه توهاکا و کیمی تسوکاکوشی ایفای نقش می‌کنند. در این فیلم، دو کوسه سفید بزرگ دور پنج مسافر سوار بر یک هواپیمای دریایی در کیلومترها دورتر از ساحل حمله‌ور می‌شوند.

## داستان
پروازی پر از سرگرمی برای پنج مسافر به یک کابوس تبدیل می‌شود. هواپیمای آنها در حادثه‌ای نابود شده و در یک قایق گرفتار می‌شوند. اکنون آنها در ساحل باید با دو کوسه سفید بزرگ مبارزه کنند و…

## انتشار فیلم
این فیلم در ۷ مه ۲۰۲۱ در اسپانیا و در ۱۳ مه ۲۰۲۱ در امارات متحده عربی اکران شد. و در تاریخ ۱۶ ژوئیه به صورت فیلم ویدئویی در ایالات متحده منتشر شد.